# Négation du génocide bosniaque

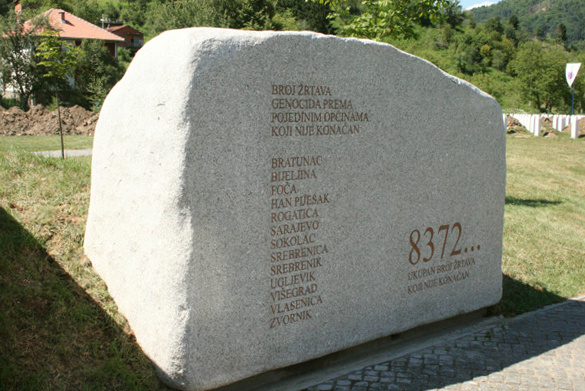
Pierre commémorative de Potočari

 La négation du génocide bosniaque est l'acte de nier l'existence d'un génocide systématique contre la population musulmane bosniaque de Bosnie-Herzégovine, ou d'affirmer qu'il ne s'est pas produit de la manière ou dans la mesure établie par le Tribunal pénal international pour l'ex-Yougoslavie (TPIY) et la Cour internationale de Justice (CIJ) au travers de procédures et de jugements, et décrit par des études approfondies.
Dans son arrêt, la CIJ a adopté la conclusion du TPIY tirée de la condamnation de Radislav Krstić, et a conclu que ce qui s’est passé à Srebrenica et dans ses environs avait été commis par des membres de l’Armée de la république serbe de Bosnie (VRS) « avec l’intention spécifique de détruire en partie le groupe des musulmans de Bosnie-Herzégovine en tant que tel, ce qui constitue des actes de génocide ». Les deux juridictions internationales ont rendu des décisions différentes uniquement en ce qui concerne la responsabilité directe des actes de génocide en Bosnie-Herzégovine.
La CIJ, dans le cadre de la procédure intentée par la Bosnie-Herzégovine contre la Serbie-et-Monténégro pour génocide, a jugé que la Serbie n’était pas directement responsable de la perpétration du génocide, mais qu’elle était responsable, en vertu du « droit international coutumier », d’avoir violé son obligation de « prévenir et punir le crime de génocide ». D'autres instances internationales, telles que la Cour européenne des droits de l’homme et l’Assemblée générale des Nations unies, ont également adopté des résolutions reconnaissant qu’un génocide avait eu lieu en Bosnie. Les tribunaux allemands ont prononcé des condamnations sur la base d’une interprétation plus large du génocide que celle utilisée par les juridictions internationales.
Les origines du négationnisme se trouvent au sein de groupes de chercheurs serbes et internationaux, et sont soutenues en partie par des instances politiques et des médias serbes et internationaux. Après la guerre de Bosnie, la culture serbe a développé une posture selon laquelle les Serbes étaient les victimes et que les événements historiques avaient compromis leurs objectifs nationaux. Sonja Biserko a établi des parallèles avec d’autres exemples de révisionnisme et de négationnisme historique, tels que le déni des génocides en Arménie et au Rwanda.
Pendant les guerres de Yougoslavie, les politiques serbes et leurs principaux protagonistes ont été blanchis et justifiés par certains intellectuels et auteurs publics se réclamant de l’« anti-guerre » ou de l’« anti-impérialisme » à l’étranger, principalement situés à gauche du spectre idéologique, mais aussi par des libertaires de droite , et cela est parfois devenu un déni pur et simple.

## Contexte
Le terme « génocide bosniaque » est parfois utilisé pour désigner le génocide de Srebrenica, perpétré par les forces serbes de Bosnie à l’été 1995, ou bien pour faire référence à des crimes contre l’humanité plus larges, ainsi qu’à la campagne de nettoyage ethnique menée dans les zones contrôlées par l’Armée de la Republika Srpska (VRS) durant la guerre de Bosnie-Herzégovine de 1992 à 1995.
Les spécialistes du génocide le reconnaissent largement comme le plus grand crime de guerre commis sur le sol européen depuis la Seconde Guerre mondiale,.
Les événements de Srebrenica en 1995 ont inclus l’exécution de plus de 8 000 hommes et garçons bosniaques (musulmans de Bosnie), ainsi que l’expulsion massive de 25 000 à 30 000 civils bosniaques, dans la ville et les environs de Srebrenica, en Bosnie-Herzégovine, perpétrés par des unités de la VRS sous le commandement du général Ratko Mladić,.
La campagne de  nettoyage ethniques’est déroulée dans les zones sous contrôle des forces serbes de Bosnie et a visé les Bosniaques et les Croates de Bosnie. Cette campagne comprenait : l’extermination ; la détention illégale ; le viol en masse ; les agressions sexuelles ; la torture ; le pillage et la destruction de biens ; les traitements inhumains infligés aux civils ; le ciblage des dirigeants politiques, intellectuels et professionnels ; ainsi que la déportation et le transfert illégaux de civils ; le bombardement illégal de populations civiles ; l’appropriation et le pillage illégaux de biens mobiliers et immobiliers ; la destruction de maisons, de commerces, et la destruction systématique de lieux de culte.
Les  Nations unies ont chargé le Tribunal pénal international pour l’ex-Yougoslavie (TPIY) de poursuivre les crimes de guerre commis durant les guerres de Yougoslavie, y compris la guerre de Bosnie. La Cour internationale de justice (CIJ) s’est prononcée dans l’affaire de génocide intentée par la Bosnie-Herzégovine contre la Serbie-et-Monténégro. Dans cette affaire, la CIJ a adopté les conclusions du TPIY issues de la condamnation de Radislav Krstić, et a conclu que les événements survenus à Srebrenica à partir du 13 juillet 1995 avaient été perpétrés par l’armée des Serbes de Bosnie (VRS) « avec l’intention spécifique de détruire en partie le groupe des Musulmans de Bosnie-Herzégovine comme tel ; et que, en conséquence, ces actes étaient des actes de génocide » .
Toutefois, bien que la Serbie-et-Monténégro ait apporté une aide importante à l’entité Republika Srpska, la CIJ a estimé qu’il n’était pas prouvé qu’elle ait directement perpétré le génocide, ni qu’elle ait violé son obligation de « prévenir et punir le crime de génocide ». La cour a confirmé qu’un génocide avait bien eu lieu à Srebrenica en juillet 1995, et que la Serbie ne l’avait ni planifié ni encouragé, mais qu’elle était coupable de ne pas avoir fait tout ce qui était en son pouvoir pour l’empêcher,.
Outre le TPIY et la CIJ, d’autres instances internationales, telles que la Cour européenne des droits de l’homme et l’Assemblée générale des Nations unies, ont également adopté des résolutions reconnaissant qu’un génocide avait été commis en Bosnie. En 2005, la Congrès des États-Unis et le Sénat ont adopté des résolutions déclarant que « les politiques serbes d’agression et de nettoyage ethnique répondent à la définition du génocide ». Trois condamnations pour génocid ont également été prononcées par des tribunaux allemands.
Selon Theodor Meron, président du TPIY : 

« En cherchant à éliminer une partie des Musulmans de Bosnie, les forces serbes de Bosnie ont commis un génocide. Elles ont œuvré à l’extinction des 40 000 Musulmans de Bosnie qui vivaient à Srebrenica, un groupe qui était représentatif des Musulmans de Bosnie dans leur ensemble. Elles ont dépouillé tous les hommes musulmans faits prisonniers, les soldats, les civils, les vieillards et les enfants de leurs effets personnels et de leurs papiers d’identité, et les ont tués de manière délibérée et méthodique du seul fait de leur identité. »

## Culture et politique du déni

### Définition et origines
Le déni du génocide bosniaque désigne le fait de nier que le génocide contre la population musulmane de Bosnie-Herzégovine ait eu lieu, ou d’affirmer qu’il ne s’est pas produit de la manière ou dans les proportions établies par le TPIY et la CIJ à travers leurs procédures et jugements, et telles que décrites par la recherche académique approfondie qui a suivi, ,,,.
Les origines du déni résident au sein d’un groupe de nationalistes serbes, soutenus par une partie de l’establishment politique et médiatique serbe. La situation d’après-guerre a produit, au sein de la culture serbe, une posture selon laquelle les Serbes étaient le camp lésé, et que les événements historiques avaient freiné leurs aspirations nationales. Sonja Biserko, présidente du Comité d’Helsinki pour les droits de l’homme en Serbie à l’époque, a établi des parallèles avec d’autres exemples de révisionnisme historique négationniste, comme le déni des génocides arménien et rwandais. Selon elle, les méthodes employées vont « du brutal au trompeur ». Elle a noté que le déni est particulièrement présent en Serbie « dans le discours politique, dans les médias, dans le domaine juridique et dans le système éducatif »,.
Sonja Biserko et la professeure de criminologie de l’Université de Sarajevo, Edina Bećirević, ont identifié une « culture du déni » dans la société serbe, affirmant que : « Le déni du génocide de Srebrenica prend de nombreuses formes en Serbie »,.

### Tactiques et méthodes
Pendant la guerre de Bosnie, le président serbe Slobodan Milošević contrôlait de manière effective la plupart des médias en Serbie,,,,.
Après la fin de la guerre, le négationnisme restait très répandu parmi la population serbe. Le révisionnisme varie entre la contestation de la qualification judiciaire des massacres comme génocide, jusqu’au déni pur et simple qu’un massacre ait eu lieu. Une diversité de méthodes est utilisée pour nier le génocide.

### Tentative de dissimulation par des réinhumations

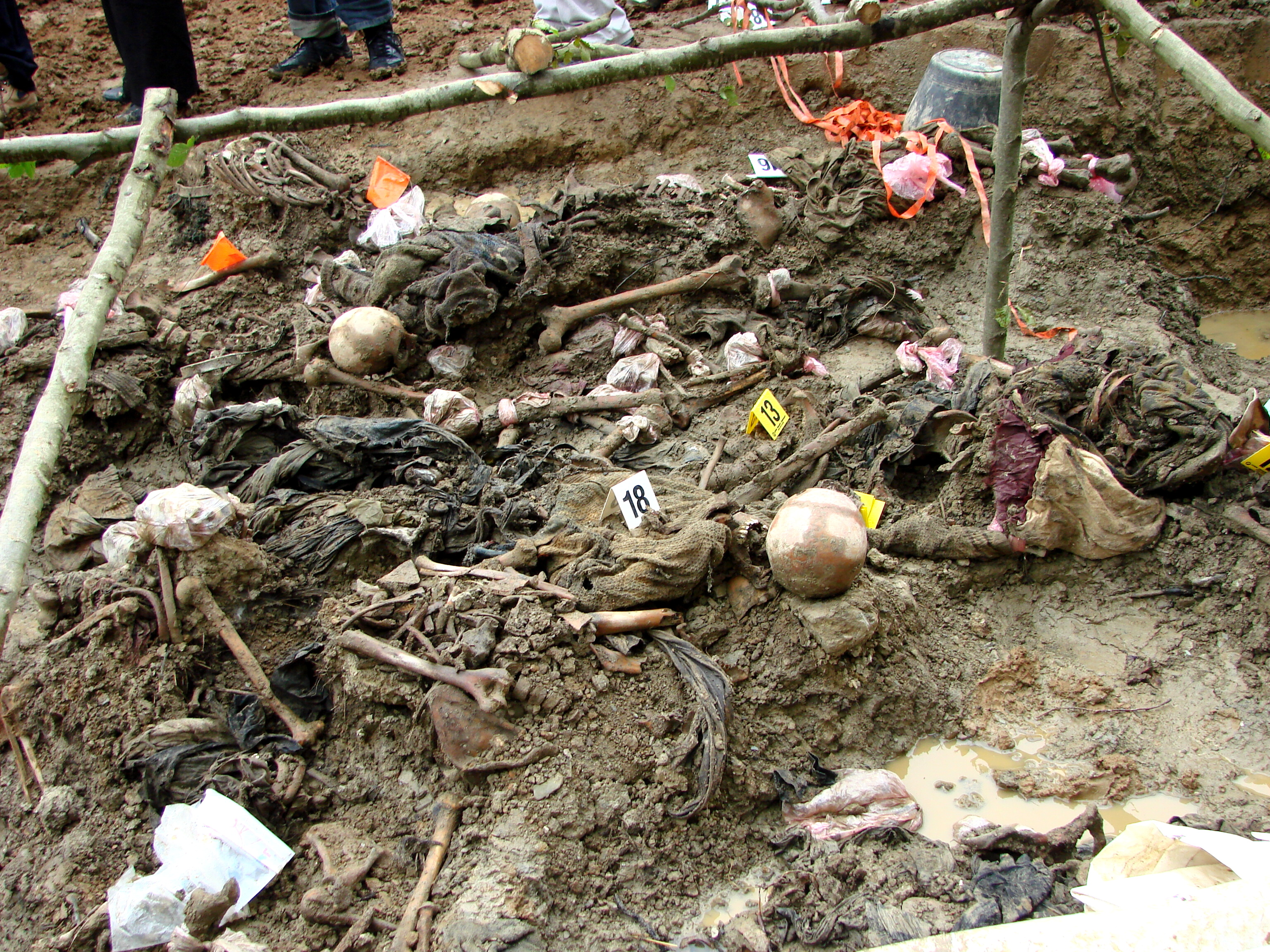
Tombe exhumée de victimes – Potočari, 2007

D’environ le 1ᵉʳ août 1995 au 1ᵉʳ novembre 1995, un effort organisé par la direction militaire et politique de l’entité Republika Srpska a été entrepris pour retirer les corps des fosses communes primaires et les transférer vers des sites secondaires et tertiaires. Ces réinhumations ont été effectuées grossièrement à l’aide de véhicules mécaniques lourds comme des trancheuses et des pelleteuses.
Dans l’affaire du TPIY Procureur c. Blagojević et Jokić, la chambre de première instance a conclu que cette opération de réinhumation constituait une tentative de dissimulation des preuves de meurtres de masse. La chambre a déterminé que l’ordre de cette opération de dissimulation venait de l’état-major principal de l’armée serbe de Bosnie (VRS), et qu’elle avait ensuite été exécutée par des membres des brigades de Bratunac et Zvornik.
La nature grossière de cette opération de dissimulation a eu un impact direct sur la récupération et l’identification des restes humains. Le déplacement et la réinhumation des corps ont provoqué leur démembration, mêlant des parties de corps de différentes personnes, ce qui a rendu l’identification des victimes difficile pour les enquêteurs médico-légaux.[36] Dans un cas, les restes d’une même personne ont été retrouvés à deux endroits différents séparés de 30 km.
En plus des ligatures et des bandeaux retrouvés sur les sites de fosses communes, cette tentative de cacher les corps est considérée comme une preuve du caractère organisé des massacres et du statut non-combattant des victimes ; si celles-ci étaient mortes lors d’affrontements armés conventionnels, il n’y aurait pas eu besoin de dissimuler leurs restes.

### Rapports officiels de l’entité Republika Srpska

#### Premier rapport de la Republika Srpska (2002)
En septembre 2002, le gouvernement de l’entité Republika Srpska a commandé un document intitulé « Rapport sur l'affaire Srebrenica »,.
De nombreux responsables politiques serbes de Bosnie de premier plan ont soutenu ce rapport, rédigé par Darko Trifunović. Le rapport affirme que 1 800 soldats musulmans bosniaques sont morts lors des combats, et 100 autres seraient morts d'épuisement. Selon ce document : « Le nombre de soldats musulmans tués par des Serbes de Bosnie par vengeance personnelle ou par ignorance du droit international est probablement d’environ 100… Il est important d’identifier les auteurs afin d’établir de manière précise et sans équivoque s’il s’agissait ou non de cas isolés. ».
Le rapport avance également des allégations concernant l'examen des fosses communes, affirmant que ces exhumations auraient été menées pour des raisons d'hygiène. Il remet aussi en question la légitimité des listes de personnes disparues, et sape la crédibilité d’un témoin clé en critiquant sa santé mentale et son passé militaire.
Le International Crisis Group et les Nations Unies ont condamné la manipulation de leurs déclarations dans ce rapport, tandis que le Centre pour le droit humanitaire ("Humanitarian Law Center") a déconstruit de manière approfondie l'ensemble des rapports publiés par les commissions de la Republika Srpska. Dans son rapport de février 2019, ce centre a décrit en détail les méthodes employées et les manipulations contenues dans le premier rapport.
Le TPIY a qualifié ce premier rapport de l’entité Republika Srpska comme « l’un des pires exemples de révisionnisme concernant les exécutions massives de musulmans bosniaques commises à Srebrenica en juillet 1995 ».
L'indignation et les condamnations de nombreuses personnalités balkaniques et internationales ont ensuite contraint la Republika Srpska à se désolidariser officiellement de ce rapport.

#### Deuxième rapport de l’entité Republika Srpska et excuses officielles (2004)
Le 7 mars 2003, la Chambre des droits de l’homme pour la Bosnie-Herzégovine a rendu une décision ordonnant à la Republika Srpska, entre autres, de mener une enquête complète sur les événements survenus à Srebrenica en juillet 1995 et de publier les résultats avant le 7 septembre 2003,.Cependant, cette chambre n’avait aucun pouvoir d’exécution, et elle a cessé d’exister à la fin de l’année 2003.
La Republika Srpska a publié deux rapports — le premier le 3 juin 2003, et le second le 5 septembre 2003 ; la Chambre des droits de l’homme a conclu que ces rapports ne satisfaisaient pas aux obligations imposées à la Republika Srpska. Le 15 octobre 2003, le Haut Représentant Paddy Ashdown a déclaré : « Obtenir la vérité du gouvernement [serbe de Bosnie], c’est comme arracher des dents pourries ».
Une Commission d'enquête sur les événements survenus à Srebrenica entre le 10 et le 19 juillet 1995 a été officiellement établie en décembre 2003.Elle a soumis son rapport final le 4 juin 2004, puis un addendum le 15 octobre 2004  après la réception d’informations supplémentaires.
Le rapport indiquait qu’au moins 7 000 hommes et garçons avaient été tués par les forces serbes de Bosnie, avec une estimation provisoire de 7 800 victimes.
Dans le rapport, en raison du « temps limité » et afin de « maximiser les ressources », la commission a accepté les faits historiques et les éléments établis dans le jugement en appel dans l'affaire Procureur c. Radislav Krstić, dans laquelle le TPIY a condamné Radislav Krstić pour avoir "aidé et soutenu le génocide commis à Srebrenica",,
Les conclusions de la commission restent largement contestées par les nationalistes serbes, qui estiment que la commission a été fortement influencée par le Haut Représentant, surtout après que le rapport précédent du gouvernement de l’entité Republika Srpska, qui exonérait les Serbes, a été rejeté.
Dragan Čavić, alors président de l’entité Republika Srpska, a déclaré dans une allocution télévisée que les forces serbes avaient tué plusieurs milliers de civils en violation du droit international, et que Srebrenica constituait un chapitre sombre de l’histoire serbe.
Le 10 novembre 2004, le gouvernement de la Republika Srpska a présenté des excuses officielles,.

#### Révision du second rapport de l’entité Republika Srpska (2010)
Le 21 avril 2010, le gouvernement de la Republika Srpska, sous la direction du Premier ministre Milorad Dodik, a lancé une révision du rapport de 2004, affirmant que le nombre de personnes tuées avait été exagéré et que le rapport avait été manipulé par un ancien envoyé pour la paix,.
Le Bureau du Haut Représentant a réagi en déclarant : « Le gouvernement de la Republika Srpska devrait reconsidérer ses conclusions, se conformer aux faits et aux exigences juridiques et agir en conséquence, plutôt que d’infliger une détresse émotionnelle aux survivants, de torturer l’Histoire et de ternir l’image publique du pays. ».
Le 12 juillet 2010, à l'occasion du 15e anniversaire du massacre, Milorad Dodik a déclaré qu’il reconnaissait les tueries survenues sur le site, mais que ce qui s’est passé à Srebrenica ne constituait pas un génocide.
En 2021, Dodik a persisté à nier le génocide ; à la télévision serbe de Bosnie, il a affirmé que les cercueils dans le cimetière commémoratif étaient vides et ne portaient que des noms.

#### Rejet du rapport de 2004 par l’entité Republika Srpska et création d'une nouvelle commission (2018–2019)
Le 14 août 2018, l’Assemblée du peuple de la Republika Srpska a rejeté le rapport de 2004 et a décidé de former une nouvelle commission chargée de réviser le rapport sur les événements survenus dans la région de Srebrenica en juillet 1995.
Cette initiative a été lancée par Milorad Dodik et son parti, l’Alliance des sociaux-démocrates indépendants (SNSD), et la communauté internationale a immédiatement critiqué cette décision,,.
Le Centre pour le droit humanitaire (Humanitarian Law Center) a décrit ce développement comme :  « l'aboutissement de plus d'une décennie de négation du génocide et de révisionnisme historique de la part du gouvernement SNSD en Republika Srpska », ajoutant que le HLC considérait cette initiative comme « globalement illégitime » et qu'elle « représente une réponse erronée à un besoin légitime »,.
Le Département d’État des États-Unis a publié un communiqué dans lequel il condamnait cette initiative des responsables et institutions de la Republika Srpska, déclarant que : « Les tentatives de rejeter ou de modifier le rapport sur Srebrenica s’inscrivent dans des efforts plus larges visant à réécrire les faits de la guerre passée, à nier l’Histoire et à politiser la tragédie. ».

## Révisionnisme et négationnisme à l’étranger
Les politiques serbes pendant les guerres de Yougoslavie dans les années 1990, ainsi que leurs principaux protagonistes, ont été blanchies et justifiées par certains intellectuels et auteurs dits "anti-guerre" ou "anti-impérialistes" hors de Serbie, principalement situés à gauche de l’échiquier politique, mais aussi dans des cercles libertariens ou conservateurs de droite,,.
L’ancien président serbe Slobodan Milošević continue d’être admiré dans certains milieux,.
Cette forme d’apologie mène souvent à une tentative de blanchiment des crimes de guerre commis par les forces de sécurité, militaires et paramilitaires serbes, ou à une négation de la nature et de l’ampleur de ces crimes, à travers des récits révisionnistes ou négationnistes concernant la désintégration de la Yougoslavie.
Ces récits accusent souvent l’Occident d’avoir comploté contre la Yougoslavie et les Serbes, culminant avec les interventions de l’OTAN contre la Serbie et la Republika Srpska,,,.

### Révisionnistes de gauche
De nombreux révisionnistes sont principalement identifiés à l’extrême gauche, comme Noam Chomsky, Michael Parenti, l’économiste Edward S. Herman, David Peterson, Jared Israel, Tariq Ali, le journaliste britannique Mick Hume, Diana Johnstone ou encore John Robles de Voice of Russia.
Ils ont participé à la négation ou à la réécriture du génocide bosniaque et de ses composantes, tout en blâmant l’Occident, l’OTAN, les Croates, les Bosniaques et les Albanais pour les actions des Serbes et de leurs forces, exonérant ces derniers de toute responsabilité dans les atrocités commises,,,.
Herman et Hume ont affirmé qu’il y avait un écart de plus de 8 000 victimes entre le chiffre officiel et le nombre de corps qu’ils prétendaient avoir trouvés ; ils mettaient en doute l’interprétation des événements, ignorant les retards dans la localisation des fosses communes et les identifications par analyses ADN.
Herman et Peterson ont publié plusieurs articles révisionnistes et négationnistes, notamment « The Politics of the Srebrenica Massacre » (La politique du massacre de Srebrenica) , ou encore « The Srebrenica Massacre was a Gigantic Political Fraud » (Le massacre de Srebrenica fut une gigantesque fraude politique) coécrit par Herman et Robles.
Dans leur ouvrage Politics of Genocide, Herman et Peterson reprennent des arguments typiques du négationnisme, affirmant par exemple que les Serbes à Srebrenica tuaient des soldats bosniaques musulmans, en réponse à la mort de plus de 2 000 civils serbes, principalement des femmes et des enfants, tués dans la région par l’armée bosniaque musulmane.
Ils avancent que le nombre réel de soldats bosniaques musulmans exécutés serait probablement entre 500 et 1 000, soit selon eux « moins de la moitié du nombre de civils serbes tués avant juillet 1995 ». Ces affirmations s'appuient sur des informations fournies par Diana Johnstone — laquelle n’a jamais mis les pieds en Bosnie,, ,.
Dans "Politics of Genocide", Herman et Peterson soutiennent également que les Serbes n’ont tué que des hommes en âge de combattre à Srebrenica.
Cette vision n’est pas soutenue par les conclusions de la Cour internationale de justice (CIJ) ni du Tribunal pénal international pour l’ex-Yougoslavie (TPIY).
Johnstone, Herman, Peterson, Robles et d'autres omettaient systématiquement les constatations du TPIY – notamment dans les jugements concernant Naser Orić et Radislav Krstić – qui ont établi que les villages environnant Srebrenica, où ces révisionnistes prétendent que des femmes et enfants serbes auraient été tués, étaient principalement des villages bosniaques musulmans dont les habitants avaient été chassés ou avaient fui à cause des offensives serbes, avant d’être occupés par les forces serbes, et fortement militarisés.
En revanche, les villages réellement serbes autour de Srebrenica étaient fortifiés et militarisés, et certains, comme Kravica, étaient utilisés pour stocker des armes et des munitions et pour lancer des attaques contre les villages bosniaques musulmans et la ville de Srebrenica elle-même,,,.

### Living Marxism

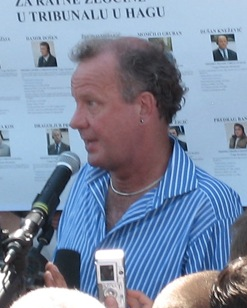
Ed Vulliamy s'exprimant lors de la commémoration du camp d'Omarska en 2006

Living Marxism était un magazine britannique lancé en 1988 comme le journal du Parti communiste révolutionnaire (RCP) britannique. Il fut ensuite rebaptisé LM et cessa sa publication en mars 2000, après avoir perdu un procès en diffamation intenté par la chaîne de télévision britannique ITN (Independent Television News),.
Dans son numéro de février 1997, LM publia un article du journaliste Thomas Deichmann, intitulé « The Picture that Fooled the World » (« L’image qui a trompé le monde »), dans lequel il affirmait qu’ITN avait délibérément déformé sa couverture médiatique de la guerre de Bosnie en 1992, notamment en ce qui concerne les camps de détention dirigés par les Serbes à Omarska, Keraterm et Trnopolje ,.
L’article soutenait que le reportage des journalistes britanniques Ed Vulliamy, Penny Marshall et Ian Williams avait été falsifié,.
Ces reportages d’ITN faisaient suite aux premières révélations de Maggie O’Kane et Roy Gutman sur des camps s’étendant de Bratunac à Prijedor, qui avaient mis en lumière l’existence de camps de prisonniers dirigés par les Serbes dans la région de Bosanska Krajina, au nord-ouest de la Bosnie,.
En août 1992, Vulliamy et O’Kane obtinrent l’accès aux camps d’Omarska et de Trnopolje. Leurs récits sur les conditions des détenus furent utilisés pour le documentaire Omarska’s Survivors: Bosnia 1992.
La découverte de ces camps contribua directement à la création du Tribunal pénal international pour l’ex-Yougoslavie (TPIY) à La Haye.
Dans son article, Deichmann affirmait que les images diffusées par ITN devant le camp de Trnopolje – montrant un groupe de prisonniers bosniaques musulmans émaciés, dont Fikret Alić, derrière une clôture en fil de fer barbelé – avaient été scénarisées délibérément pour donner l’apparence d’un camp d’extermination à la nazie.
Il soutenait que les journalistes Marshall et Williams s’étaient tenus à l’intérieur d’un enclos grillagé pour tourner leur reportage, et que le camp n’était ni une prison ni un « camp de concentration », mais un centre de transit pour réfugiés, dont beaucoup seraient venus volontairement et pouvaient repartir à leur gré.

#### Procès en diffamation
En 1998, ITN intenta un procès en diffamation contre l’éditeur de LM, Informinc (LM) Ltd. L’affaire suscita d’abord une vague de condamnation contre ITN. Le journaliste John Simpson, par exemple, fit partie des soutiens de LM, avant de présenter des excuses publiques en 2012 pour avoir remis en question les reportages d’ITN et avoir soutenu la revue.
Dans une interview de 2005, Noam Chomsky défendit LM, déclarant :« Qu’une grande entreprise fasse fermer un petit journal parce qu’elle estime qu’un article était faux, c’est scandaleux ».
Le journaliste George Monbiot écrivit que LM tentait de faire passer sa lutte pour une défense des valeurs libérales, alors qu’en réalité leur cause était bien moins libérale que ce que leurs partisans croyaient, et que LM avait plus en commun avec l’extrême droite fanatique qu’avec la gauche.
Par décision du tribunal, ITN a gagné le procès contre LM, qui a été contraint de fermer en mars 2000.
Les journalistes Penny Marshall et Ian Williams se virent chacun attribuer 150 000 £ de dommages pour diffamation, et le magazine fut condamné à verser 75 000 £ à ITN pour l’article de février 1997.
Dans une interview au Times, Mick Hume, rédacteur de LM, déclara que l’éditeur aurait pu éviter le procès en présentant des excuses, mais qu’il croyait en« la liberté d’exprimer ce qu’on estime être vrai, même si cela offense »,
et que, même s’il ferait tout pour éviter un autre procès, « certaines choses sont plus importantes qu’un crédit immobilier ».
Le professeur David Campbell (Université de Sunderland, UK) déclara : « Les accusés de LM et Thomas Deichmann ont été correctement représentés au procès. Ils ont eu l’occasion d’exposer tous les détails de leur affirmation selon laquelle les journalistes d’ITN avaient ‘délibérément déformé’ la situation à Trnopolje. Ils ont pu interroger Penny Marshall, Ian Williams, tous les membres des équipes ITN présents sur les lieux, ainsi que d'autres témoins. [...]
(Le fait qu’ils n’aient pas interrogé le médecin bosniaque emprisonné à Trnopolje, témoin central des conditions de détention, fut peut-être le moment où toute crédibilité restante de leurs allégations s’est évaporée.)
Ils ont pu montrer les images, y compris les rushes, et effectuer une analyse minutieuse de ce qu’ils accusaient de tromperie. Et tout cela s’est fait devant un jury de douze citoyens, qu’ils devaient convaincre. Ils ont échoué. Le jury a rendu un verdict unanime contre LM, et a attribué les dommages maximums possibles. Ce n’est pas ITN qui a ruiné LM : ce sont leurs propres mensonges sur les reportages d’ITN qui les ont ruinés — moralement et financièrement. ».

### Fédération de Russie
Le 8 juillet 2015, la Russie a opposé son veto à une résolution du Conseil de sécurité des Nations unies rédigée par le Royaume-Uni, qui visait à reconnaître le massacre de Srebrenica comme un génocide à l’occasion du 20e anniversaire de l’événement.
L’ambassadeur russe Vitaly Churkin déclara que la résolution était « non constructive, conflictuelle et motivée politiquement ».
La Russie fut le seul pays du Conseil à s’opposer à cette résolution,.

## Négation par des responsables officiels

### Responsables serbes
Des responsables serbes de haut rang ont affirmé qu’aucun génocide des musulmans bosniaques n’avait eu lieu.
En 2010, puis entre 2018 et 2019, Milorad Dodik président de l’entité serbes de Bosnie, et son parti, l’Alliance des sociaux-démocrates indépendants (SNSD), ont tenté de réviser le rapport de 2004 sur Srebrenica. Le Centre pour le droit humanitaire (Humanitarian Law Center) a dénoncé ces tentatives, les qualifiant de « point culminant de plus d’une décennie de négation du génocide et de révisionnisme historique » de la part du gouvernement de la Republika Srpska dirigé par le SNSD.
Alors qu’il était président de la Republika Srpska, Dodik a qualifié le massacre de Srebrenica de « mythe fabriqué ».
Dans une interview donnée au quotidien Večernje Novosti en avril 2010, il a déclaré : « Nous ne pouvons pas et nous n’accepterons jamais de qualifier cet événement de génocide ».
Dodik a désavoué le rapport de 2004 de la Republika Srpska, qui reconnaissait l’ampleur des tueries et présentait des excuses aux familles des victimes, affirmant que ce rapport avait été adopté sous pression de la communauté internationale.
Sans fournir de preuve, il a affirmé que le nombre réel de victimes était de 3 500, et non les 7 000 reconnues dans le rapport, ajoutant que 500 personnes figurant parmi les victimes recensées étaient encore en vie, et que plus de 250 personnes enterrées au mémorial de Potočari seraient mortes ailleurs.
En juillet 2010, à l’occasion du 15ᵉ anniversaire du massacre, Dodik a déclaré qu’il ne considérait pas les tueries de Srebrenica comme un génocide, affirmant : « S’il y a eu un génocide, alors il a été commis contre le peuple serbe [de l’est de la Bosnie], où femmes, enfants et personnes âgées ont été tués en masse »,.
En décembre 2010, Dodik a condamné le Conseil de mise en œuvre de la paix (Peace Implementation Council), composé de 55 États, pour avoir qualifié le massacre de Srebrenica de génocide.
En 2017, Dodik a introduit une loi interdisant l’enseignement du génocide de Srebrenica et du siège de Sarajevo dans les écoles de Republika Srpska, affirmant : « Il est impossible d’utiliser ici des manuels qui disent que les Serbes ont commis un génocide et assiégé Sarajevo. Ce n’est pas vrai, et cela ne sera pas enseigné ici. ».
Tomislav Nikolić, président de la Serbie, a déclaré le 2 juin 2012 : « Il n’y a pas eu de génocide à Srebrenica. À Srebrenica, de graves crimes de guerre ont été commis par certains Serbes, qui doivent être retrouvés, poursuivis et punis... Il est très difficile d’inculper quelqu’un et de prouver devant un tribunal qu’un événement constitue un génocide. »,,,.
Miloš Milovanović, ancien commandant de l’unité paramilitaire serbe Garde serbe et représentant du Parti démocratique serbe à l’assemblée municipale de Srebrenica, a déclaré en mars 2005 : « Le massacre est un mensonge ; c’est de la propagande pour salir l’image du peuple serbe. Les musulmans mentent ; ils manipulent les chiffres ; ils exagèrent ce qui s’est passé. Beaucoup plus de Serbes sont morts à Srebrenica que de musulmans. ».
Le 14 novembre 2018, Ana Brnabić, Première ministre de Serbie, a déclaré dans une interview à Deutsche Welle : « Non, je ne pense pas que l’horrible massacre de Srebrenica ait été un génocide ».
Le politicien d’extrême droite serbe et criminel de guerre condamné Vojislav Šešelj a également nié que le massacre de Srebrenica constitue un génocide.

### Anciens responsables de l’ONU et figures militaires
Phillip Corwin, ancien coordinateur des affaires civiles de l’ONU en Bosnie, a nié qu’un génocide ait eu lieu. Il a travaillé comme conseiller et contributeur pour la Srebrenica Research Group. En 2003, il a déclaré : « Ce qui s’est passé à Srebrenica n’était pas un grand massacre unique de musulmans par les Serbes, mais une série d’attaques et de contre-attaques sanglantes sur une période de trois ans », ajoutant que le nombre probable de musulmans tués n’était peut-être pas supérieur au nombre de Serbes tués dans la région de Srebrenica.
En 2009, Lewis MacKenzie, ancien commandant de la Force de protection des Nations unies (FORPRONU) en Bosnie, a publié un article intitulé « La vraie histoire derrière Srebrenica » dans lequel il remettait en question la qualification de génocide, arguant que le nombre d’hommes et de garçons tués aurait été exagéré par un facteur de quatre.Selon lui, 2 000 personnes seraient mortes au combat et 5 000 seraient portées disparues.Il affirmait aussi que le transfert des femmes et des enfants par bus contredisait l’idée de génocide, car, selon lui, ils auraient été les premières victimes si l’intention avait été de détruire le groupe,.
Ce type de déclarations n’était guère surprenant, car MacKenzie était connu pour ses positions pro-serbes. En 1993, il avait d’ailleurs perçu des paiements du groupe de lobbying serbo-américain « SerbNet ». Il a régulièrement cherché à minimiser la responsabilité des forces serbes, brouillant la distinction entre agresseurs et victimes en affirmant que toutes les parties impliquées avaient commis des crimes. Opposé à une intervention militaire occidentale, il qualifiait le conflit de simple « guerre civile balkanique », estimant qu’il ne justifiait pas de risquer la vie de soldats étrangers.
Le général portugais à la retraite Carlos Martins Branco a aussi remis en question l’existence d’un génocide bosniaque dans ses publications de 1998, intitulées « Srebrenica était-elle un canular ? Témoignage d’un ancien observateur militaire de l’ONU en Bosnie », ainsi que dans ses mémoires publiées en novembre 2016 : « La guerre dans les Balkans, djihadisme, géopolitique et désinformation » (A Guerra nos Balcãs, jihadismo, geopolítica e desinformação).
Il écrit : « Srebrenica a été présentée – et continue de l’être – comme un massacre prémédité de civils musulmans innocents. Comme un génocide ! Mais était-ce vraiment le cas ? ».

## Négation par d'autres individus et groupes
Noam Chomsky a été critiqué pour ne pas qualifier le massacre de Srebrenica de génocide, affirmant que cela « galvaude » le terme, et pour avoir semblé nier les reportages d’Ed Vulliamy sur l’existence de camps de concentration en Bosnie. La correction éditoriale de ses propos, perçue comme une capitulation, a été critiquée par de nombreux observateurs des Balkans, dont Marko Hoare, qui a approfondi la position de Chomsky dans son essai « Chomsky’s Genocidal Denial », publié le 17 décembre 2005.
L’écrivain autrichien Peter Handke, lauréat du Prix Nobel de littérature en 2019, a proposé de témoigner en faveur de Slobodan Milošević lors de son procès au TPIY. Handke a nié l’existence des camps de concentration serbes et le massacre de Srebrenica, et a répété le mythe selon lequel les musulmans bosniaques auraient mis en scène des massacres à Sarajevo. Il a écrit plusieurs essais, pièces et livres sur le sujet, notamment « Voyage aux rivières : Justice pour la Serbie ». Handke a fait l’éloge de Milošević et a assisté à son procès et à ses funérailles.
Selon le journaliste britannique Ed Vulliamy : « Handke s’est donné beaucoup de mal pour donner du crédit aux massacres de masse et, dans ce contexte, aux mensonges. ». Handke a réagi aux critiques en menaçant de retirer sa pièce sur la guerre de Bosnie, « Le voyage vers l’abri, ou la pièce sur le film de guerre », du Burgtheater de Vienne, sauf si les critiques médiatiques et artistiques cessaient.
Le politicien et historien serbo-américain Srđa Trifković a critiqué une vidéo filmée par les Scorpions, une unité paramilitaire du ministère serbe de l’Intérieur, où ils se montraient en train d’exécuter six adolescents bosniaques dans une forêt près de Srebrenica. Trifković a qualifié la vidéo de « manipulation », affirmant qu’elle avait été produite pour justifier a posteriori les politiques occidentales en Bosnie. Selon lui, le but était « d’imposer une responsabilité collective au peuple serbe », de réviser les accords de Dayton et d’abolir la Republika Srpska. Trifković a également nié les preuves du génocide, le nombre de morts à Srebrenica, et l’implication des autorités serbes dans les actions des Scorpions.
Darko Trifunović, professeur à la Faculté de sécurité de Novi Sad et contributeur à un rapport sur Srebrenica, a affirmé que moins de 100 personnes avaient été tuées à Srebrenica, et a rejeté la validité des verdicts de génocide rendus par la CIJ contre la Serbie et par le TPIY contre Radislav Krstić. Selon Trifunović, il existait un radicalisme islamique et un terrorisme en Bosnie-Herzégovine, affirmation utilisée pour justifier son rejet des décisions de justice.
Le journal bimensuel suisse « La Nation » a publié une série d’articles affirmant que 2 000 soldats avaient été tués dans le « pseudo-massacre » de Srebrenica. La Société pour les peuples menacés et l’Association suisse contre l’impunité ont déposé une plainte conjointe contre le journal pour négation de génocide, infraction interdite par la législation suisse.
Le Srebrenica Research Group, dirigé par Edward S. Herman et incluant deux anciens fonctionnaires de l’ONU, a publié « Srebrenica et la politique des crimes de guerre » (2005), affirmant que : « L’idée selon laquelle jusqu’à 8 000 musulmans auraient été tués n’a aucun fondement dans les preuves disponibles et relève essentiellement d’une construction politique. ».
Le spécialiste du génocide William Schabas, dans son livre de 2009 « Le génocide en droit international : le crime des crimes », a résumé les positions juridiques sur les atrocités commises à Srebrenica et dans l’ensemble de la guerre de Bosnie, les qualifiant de nettoyage ethnique et non de génocide. Selon lui : « Le nettoyage ethnique est aussi un signe annonciateur de génocide à venir. Le génocide est le dernier recours du nettoyeur ethnique frustré. ».
Efraim Zuroff, directeur du bureau israélien du Centre Simon Wiesenthal, a déclaré : « Le génocide est une tentative d’effacer complètement une nation [...] donc il n’y a pas eu de génocide en Bosnie-Herzégovine », ajoutant que le massacre de Srebrenica ne pouvait être qualifié de génocide car les forces serbes avaient séparé les hommes des femmes et des enfants. Zuroff a salué la condamnation à perpétuité de Ratko Mladić prononcée par le TPIY en novembre 2017, mais a réaffirmé que Srebrenica ne relevait pas du génocide. Menachem Rosensaft, qui s’est opposé à Zuroff en 2015 à ce sujet, a rejeté la position de ce dernier concernant le verdict contre Mladić, estimant que nier que Srebrenica soit un génocide est juridiquement erroné.
Le correspondant de guerre norvégien Ola Flyum a réalisé les documentaires « Une ville trahie » (en norvégien : Byen som kunne ofres) et « Les traces de Sarajevo » (Sporene etter Sarajevo), diffusés en 2010, suscitant un vif débat en Norvège. Ces documentaires ont été diffusés par la chaîne publique NRK dans le cadre de l’émission « Brennpunkt ». Cinq mois plus tard, la Commission norvégienne des plaintes contre la presse a condamné « Une ville trahie » pour violation des bonnes pratiques journalistiques, après une plainte du Comité d’Helsinki norvégien,. Flyum a affirmé vouloir nuancer l’image de Srebrenica en évoquant aussi les brutalités commises auparavant par Naser Orić dans les villages alentours. Le documentaire n’allait pas jusqu’à nier ouvertement le génocide, mais le présentait comme un événement plus spontané et chaotique, plutôt qu’une action planifiée par les forces serbes. Flyum a également tenté de détourner la responsabilité de Mladić et Karadžić, pour la faire porter sur Izetbegović et Orić, soutenant que Srebrenica aurait été un sacrifice stratégique, et non une opération de nettoyage ethnique. Le choix de ne pas inclure les verdicts définitifs du TPIY dans le documentaire a été fortement critiqué, notamment par Mirsad Fazlić, journaliste bosniaque du journal « Slobodna Bosna », interviewé dans le film et ancien collaborateur de Flyum pendant quatre ans.
En 2012, l’avocat et homme politique russe Mark Feygin, qui a servi comme sniper volontaire dans l’armée de la Republika Srpska, a déclaré dans une interview que les campagnes de nettoyage ethnique commises en Bosnie par les forces serbes étaient en réalité des « meurtres de masse réciproques », et que Ratko Mladić n’avait pas été impliqué dans l’organisation du massacre de Srebrenica.
Mladić a pourtant été reconnu coupable de crimes de guerre et crimes contre l’humanité, y compris le massacre de Srebrenica, par le TPIY.
Selon l’historien israélien Yehuda Bauer, le massacre de Srebrenica était « un acte de meurtre de masse, mais pas un génocide ».
L’historien israélien Gideon Greif a dirigé une commission qui, en juillet 2021, a publié un rapport affirmant que le massacre de Srebrenica ne constituait pas un génocide.
Le rapport présentait les Bosniaques comme les agresseurs avant les événements de Srebrenica, et les Serbes de Bosnie comme des victimes avant 1995.

### Réactions
Menachem Z. Rosensaft a publiquement confronté Efraim Zuroff, qui affirmait que le massacre de Srebrenica ne constituait pas un génocide, déclarant que pour que Zuroff puisse condamner les auteurs et pleurer les victimes du génocide que le peuple juif a subi pendant la Seconde Guerre mondiale, il doit également condamner les auteurs et pleurer les victimes de tous les actes de génocide, y compris le massacre de Srebrenica. Il a également répondu aux arguments des négationnistes, en particulier ceux de Steven T. Katz, William Schabas et Zuroff, dans un essai intitulé « La condamnation pour génocide de Ratko Mladić, et pourquoi cela importe », publié par Tablet Magazine le jour où le TPIY a reconnu Ratko Mladić coupable de « génocide, extermination, meurtre et autres crimes contre l’humanité et crimes de guerre », et l’a condamné à la réclusion à perpétuité,. Selon Rosensaft : « Il est inconcevable et répréhensible que quiconque dise à Adisada que les horreurs auxquelles ses coreligionnaires musulmans bosniaques – y compris très probablement des membres de sa propre famille – ont été soumis à Srebrenica ne constituent pas un génocide ».
À l’un des arguments des négationnistes – le nombre, l’intention, et la combinaison de ces éléments selon l’occasion et le contexte – Rosensaft a répondu que la chambre d’appel du TPIY dans l’affaire Krstić « a tenu de manière catégorique que le nombre de victimes n’était pas un facteur déterminant pour conclure si un génocide avait eu lieu ou non », et que la chambre de première instance a conclu « que le massacre de Srebrenica était effectivement un génocide car il constituait un élément essentiel de l’intention de détruire la population musulmane de l’est de la Bosnie dans son ensemble »,
Rosensaft a expliqué que Nehemiah Robinson, directeur de l’Institut des affaires juives du Congrès juif mondial et une autorité majeure sur la Convention des Nations unies sur le génocide, avait indiqué que le terme « génocide » « s’applique même si les victimes ne constituent qu’une partie d’un groupe, que ce soit au sein d’un pays, d’une région ou d’une seule communauté, à condition que le nombre soit substantiel... il reviendra aux tribunaux de décider dans chaque cas si le nombre était suffisamment important ». Rosensaft ajoutait : « les tribunaux se sont exprimés clairement et sans ambiguïté ».
Dans un article publié dans « The Globe and Mail » le 7 mai 1999, l’écrivain britannique Salman Rushdie a qualifié la négation du génocide par Handke et ses apologétiques envers le gouvernement serbe de Milošević « d’idioties »,.
Après la représentation de la pièce de Handke « Voyage en canot », Susan Sontag l’a déclaré « fini » à New York.
Parmi les autres réactions notables, Alain Finkielkraut a dit que Handke était devenu « un monstre idéologique », tandis que, selon Slavoj Žižek, la « glorification des Serbes par Handke est du cynisme ».
L’écrivain bosno-américain et professeur d’écriture créative à l’Université de Princeton, Aleksandar Hemon, a critiqué la décision du comité Nobel d’attribuer à Handke le Prix Nobel de littérature, dans une tribune publiée dans « The New York Times » le 15 octobre 2019, le qualifiant de « Bob Dylan des apologistes du génocide », tandis que l’écrivain serbe basé à Berlin, Bora Ćosić, écrivait : « Cet écrivain, l’Autrichien, a son style très personnel. Les pires crimes sont évoqués de façon plutôt douce. Et ainsi, le lecteur oublie complètement que nous parlons de crimes. L’écrivain autrichien qui a visité mon pays n’y a trouvé que des gens très fiers. Ils ont supporté avec fierté tout ce qui leur est arrivé, à tel point que dans leur fierté, ils ne se sont même pas demandé pourquoi tout cela leur arrivait. »
En défendant Handke, l’écrivain allemand Martin Walser a décrit l’ambiance qui entoure Handke, en relation avec ses opinions et son attitude envers le sort des musulmans bosniaques, en disant que Handke « est simplement complètement rejeté, à tous égards — moralement, politiquement et professionnellement », et que tout cela fait « partie de l’atmosphère de guerre que je trouve un peu effrayante ».

## Réaction de la communauté internationale
La communauté internationale a exprimé à plusieurs reprises sa position claire concernant le génocide de Srebrenica, tant sur le plan mémoriel que juridique.
Le Parlement européen a adopté plusieurs résolutions appelant à la commémoration officielle du génocide de Srebrenica, reconnu par les juridictions internationales compétentes. Dans sa résolution du 15 janvier 2009, il a demandé au Conseil et à la Commission de soutenir la reconnaissance, par le Parlement, du 11 juillet comme "Journée de commémoration du génocide de Srebrenica" dans l'ensemble de l'Union européenne, et a appelé les pays des Balkans occidentaux à faire de même. Cette position a été réaffirmée en juillet 2015, à l’occasion du 20ᵉ anniversaire du massacre, où le Parlement a insisté sur l’importance de préserver la mémoire du génocide comme fondement de la réconciliation dans la région.
En 2015, une résolution du Conseil de sécurité des Nations unies, qui proposait de commémorer le génocide de Srebrenica et d'en affirmer la gravité en tant que crime établi par les juridictions internationales, a été bloquée par le veto de la Russie, malgré le soutien de la majorité des membres du Conseil.
Après des années de déni persistant du génocide de la part de responsables politiques serbes de Bosnie, ainsi que de glorification publique de criminels de guerre condamnés, le Haut Représentant pour la Bosnie-Herzégovine, Valentin Inzko, a pris, le 23 juillet 2021, une décision imposant l’interdiction du déni du génocide de Srebrenica. En vertu de ses pouvoirs spéciaux issus des accords de paix de Dayton, il a modifié le Code pénal de Bosnie-Herzégovine afin de criminaliser la négation des crimes de guerre, des crimes contre l'humanité et du génocide reconnus par les juridictions internationales.
Face à la persistance du négationnisme et à ses effets sur la stabilité et la réconciliation dans les Balkans, l’Assemblée générale des Nations unies a adopté, le 23 mai 2024, une résolution proclamant le 11 juillet « Journée internationale de commémoration du génocide de Srebrenica »,,,. Celle-ci « condamne sans réserve toute négation de l’historicité du génocide commis à Srebrenica et invite instamment les États Membres à préserver les faits établis, notamment au moyen de leur système éducatif, en élaborant des programmes appropriés, y compris dans le cadre du devoir de mémoire, afin de prévenir le négationnisme et le révisionnisme, ainsi que la survenue de génocides à l’avenir ».
L’Union européenne, à travers ses institutions, a également souligné qu’il n’y avait pas de place en Europe pour les négateurs du génocide de Srebrenica, réaffirmant ainsi son engagement envers la vérité historique, la justice et la mémoire des victimes,.